# Paweł (Ponomariow, metropolita kruticki i kołomieński)
Paweł, imię świeckie Gieorgij Wasiljewicz Ponomariow (ur. 19 lutego 1952 w Karagandzie) – metropolita Rosyjskiego Kościoła Prawosławnego, egzarcha białoruski w latach 2013–2020.

## Życiorys
Urodził się w rodzinie robotniczej. Po ukończeniu szkoły średniej i odbyciu służby wojskowej pracował jako ślusarz i kierowca. W 1976 ukończył seminarium duchowne w Moskwie. W 1980 uzyskał dyplom kandydata teologii na Moskiewskiej Akademii Duchownej. Jako jej student złożył w 1977 wieczyste śluby zakonne w ławrze Troicko-Siergijewskiej. W marcu 1978 przyjął święcenia diakońskie, zaś w maju – kapłańskie. We wrześniu 1981 został włączony do składu rosyjskiej misji prawosławnej w Jerozolimie. Po roku został zastępcą jej przełożonego. W 1983 podniesiony do godności igumena. Od 1986 do 1988 kierował misją, już jako archimandryta.
W sierpniu 1988 wrócił do Rosji i do 1992 był przełożonym Monasteru Pskowsko-Pieczerskiego. 19 lutego 1992 przez Święty Synod Rosyjskiego Kościoła Prawosławnego został nominowany na biskupa zarajskiego, wikariusza eparchii moskiewskiej, z poleceniem objęcia zwierzchnictwa nad Patriarszymi parafiami w Stanach Zjednoczonych i w Kanadzie. 21 marca tego samego roku w soborze Objawienia Pańskiego w Moskwie miała miejsce jego chirotonia, w której jako konsekratorzy udział wzięli patriarcha Moskwy i całej Rusi Aleksy II, metropolita kruticki i kołomieński Juwenaliusz, metropolita rostowski i nowoczerkaski Włodzimierz, metropolita pskowski i wielkołucki Włodzimierz, arcybiskup sołniecznogorski Sergiusz, biskup istrzański Arseniusz oraz biskup podolski Wiktor.
W 1999 przeniesiony na katedrę wiedeńską i austriacką. W 2001 podniesiony do godności arcybiskupiej z tytułem arcybiskup wiedeński i budapeszteński. Od 7 maja 2003 był arcybiskupem riazańskim i kasimowskim. W 2011, w związku z podziałem eparchii, jego tytuł uległ zmianie na arcybiskup riazański i michajłowski. Został również podniesiony do godności metropolity w związku z powstaniem metropolii riazańskiej.
25 grudnia 2013 Święty Synod Rosyjskiego Kościoła Prawosławnego mianował go metropolitą mińskim i słuckim, egzarchą całej Białorusi. W 2014, w związku z podziałem eparchii mińskiej i utworzeniem metropolii mińskiej, jego tytuł uległ zmianie na metropolita miński i zasławski.
11 sierpnia 2020, dwa dni po wyborach prezydenckich na Białorusi i po wybuchu protestów opozycji, metropolita Paweł pogratulował Alaksandrowi Łukaszence wyborczego zwycięstwa. Jednak 14 sierpnia, po rozpędzeniu kolejnych demonstracji, aresztowaniach i pobiciach ich uczestników, metropolita wycofał się z wcześniejszego stanowiska i potępił stosowanie przemocy przez władze. Apelował do obydwu stron konfliktu o dialog i niestosowanie siły. Następnie odwiedzał w szpitalach osoby, które ucierpiały podczas protestów i ich pacyfikacji.
25 sierpnia 2020 Święty Synod Rosyjskiego Kościoła Prawosławnego przeniósł go na wakującą katedrę jekaterinodarską i kubańską. 15 kwietnia 2021 przeniesiony do metropolii moskiewskiej jako jej zwierzchnik (patriarszy namiestnik), z tytułem metropolity krutickiego i kołomieńskiego. Jednocześnie został stałym członkiem Świętego Synodu Rosyjskiego Kościoła Prawosławnego.